# Omer Dussaussoy
Pour les articles homonymes, voir Dussaussoy.
 (juin 2025).
Omer Constant Joseph Dussaussoy est un homme politique français né le 6 mai 1778 à Maizières (Pas-de-Calais) et décédé le 12 janvier 1846 à Douai (Nord).
Lieutenant-colonel d'artillerie, il devient directeur de la fonderie de canon de Douai. Il est député du Pas-de-Calais de 1833 à 1834, siégeant dans la majorité soutenant les gouvernements de la Monarchie de Juillet.

## Sources
- « Omer Dussaussoy », dans Adolphe Robert et Gaston Cougny, Dictionnaire des parlementaires français, Edgar Bourloton, 1889-1891 [détail de l’édition]